# Окапи (баскетбольный клуб)
«Окапи» — бельгийский профессиональный баскетбольный клуб из города Алст, также известный под названиями «Окапи Алстар» и «Крелан Окапи Алстар». Клуб принимает участие в Баскетбольной Лиге Бельгии и проводит свои домашние матчи на «Окапи Форум», вмещающем 2800 зрителей. Клуб многократно менял своё название по спонсорским причинам, и последним является «Крелан Окапи Алстар». За свою историю клуб ни разу не становился чемпионом страны, несмотря на 11 попаданий в финал.

## Сезоны
| Сезон   | Лига | Уровень | Рег. чемп. | Плей-офф      | Еврокубки                    |
| ------- | ---- | ------- | ---------- | ------------- | ---------------------------- |
| 2010-11 | БЛБ  | 1       | 2          | Финал         | Квалификация Еврочелленджа   |
| 2011-12 | БЛБ  | 1       | 4          | Четвертьфинал | Топ 16 Еврочелленджа         |
| 2012-13 | БЛБ  | 1       | 4          | Полуфинал     | Топ 16 Еврочелленджа         |
| 2013-14 | БЛБ  | 1       | 5          | Финал         | Групповой этап Еврочелленджа |